# 이항범
이항범(1980년 9월 6일 ~ )은 대한민국의 프로 농구 선수를 지낸 전력이 있는 서울 삼성 썬더스 리틀 썬더스 농구 감독이다.

## 학력
- 홍익대학교 사범대학 부속중학교
- 홍익대학교 사범대학 부속고등학교

### 방송
- 《러브스쿨투어》 (GMTV)
- 《REBOUND》 (XTM)

## 가족 관계
- 아버지: 이병철 (1949년 2월 1일~2022년 8월 18일)
- 어머니: 팽인자 (1953년~2022년 4월 11일)
- 형: 이항직 (1977년~)